# Мидянка, Пётр Николаевич

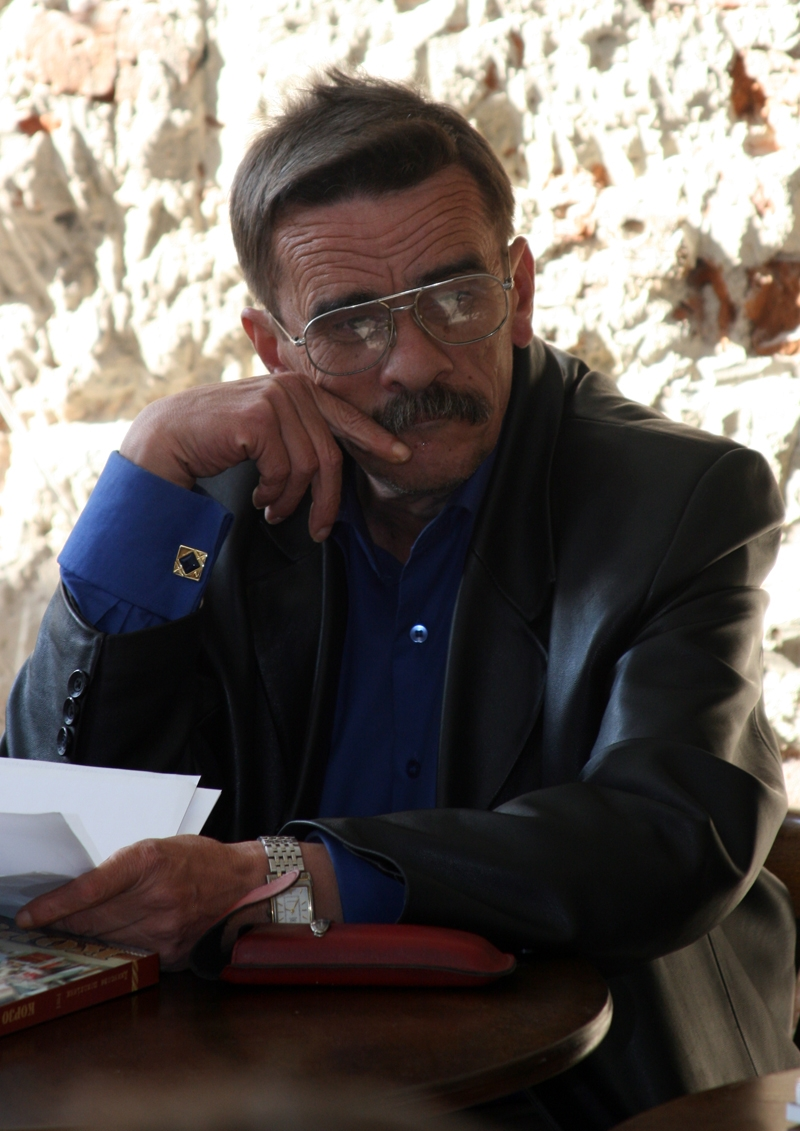
Пётр Мидянка, 2008

Пётр Никола́евич Мидя́нка (род. 1959) — украинский поэт.

## Биография
Родился 14 мая 1959 года в селе Широкий луг (ныне Тячевский район, Закарпатская область, Украина). Воспитанник Хустского интерната. В 1982 году окончил филологический факультет Ужгородского государственного университета и начал работать учителем украинского языка и литературы в общеобразовательных школах сёл Новоселица и Тисолово Тячевского района Закарпатской области.
Печататься начал с 1974 года. Печатался в поэтических антологиях.
Пишет на украинском языке, но с целью передачи колорита закарпатского края он широко использует региональную лексику, в увлечении которой его часто обвиняют. Его поэзия построена на ассоциативных связях. «Художественный метод Медянки базирован на артистическом сочетании трех стилевых компонентов: закарпатских диалектизмов и архаизмов, философско-отстраненной интонации вечной наблюдательности и синонимических рядов, которые поражают неограниченным и капризным разнообразием».
Поскольку признаёт сакральность таких ценностей, как Бог и Родина, то не считает себя постмодернистом. Пётр Мидянка любит перечитывать таких поэтов как Богдан-Игорь Антонич, Евгений Плужник, Евгений Маланюк, Николай Бажан.

## Творчество
Книги стихов
- «Поріг» (1987)
- «Осередок» (1994)
- «Фараметлики» (1994)
- «Зелений фирес» (1999)
- «Трава Господня» (2001)
- «Дижма» (2003)
- «Срібний примаш» (2004)
- «Ярмінок»
- «Марамороский разлом» (2011)

## Признание
- Премия «Благовест» (1995)
- Премия «Бу-ба-бу» (1995)
- Премия имени Ф. Потушняка (1999)
- Лауреат Всеукраинского конкурса «Учитель года—98» в номинации «Украинский язык и литература»[2].
- Национальная премия Украины имени Тараса Шевченко[5] (2012) — за книгу стихов «Луйтра в небо»

## Публикации на русском языке
- Лужанское воскресенье. Перевод и вступление Аркадия Штыпеля